# Đắk Wil
Đắk Wil là một xã thuộc huyện Cư Jút, tỉnh Đắk Nông, Việt Nam.

## Địa lý
Xã Đắk Wil nằm ở phía tây bắc huyện Cư Jút, có vị trí địa lý:
- Phía đông giáp xã Ea Pô
- Phía tây giáp Campuchia
- Phía nam giáp xã Đắk D'rông và huyện Đắk Mil
- Phía bắc giáp tỉnh Đắk Lắk.

Xã Đắk Wil có diện tích 420,32 km², dân số năm 2019 là 9.234 người, mật độ dân số đạt 22 người/km².

## Hành chính
Xã Đắk Wil được chia thành 13 thôn: 1, 2, 5, 6, 7, 8, 9, 18, Đoàn Kết, Đồi Mây, Hà Thông, Thái Học, Trung Tâm và 2 buôn: Knã, Trum.

## Lịch sử
Xã Đắk Wil được thành lập vào ngày 15 tháng 8 năm 2001 trên cơ sở 42.140 ha diện tích tự nhiên và 5.159 người của xã Ea Pô.
Ngày 30 tháng 9 năm 2019, Hội đồng Nhân dân tỉnh Đắk Nông ban hành Nghị quyết 24/NQ-HĐND về việc:
- Sáp nhập thôn 4 vào thôn 5
- Sáp nhập một phần thôn 2 vào Buôn Knã
- Sáp nhập thôn 3 vào phần còn lại thôn 2.